# Ivo Vázquez (futbolista nacido en 2000)
Ivo Saul Vázquez Serrano (Toluca, Estado de México; 20 de octubre de 2000) es un futbolista mexicano que se desempeña en la demarcación de defensa lateral. Actualmente juega en el Atlético La Paz de la Liga de Expansión MX.

## Trayectoria
Inició su trayectoria profesional en la LIGA TDP con la Universidad Autónoma del Edo. de México en las campañas 2015-2016 y 2016-2017.
Después pasó por Zitácuaro y Monarcas Morelia de Liga Premier, así como la Sub-20 de los purépechas hasta llegar al conjunto camotero.
En la Angelópolis, donde luego de ser parte de la Sub-20 e incluso jugar con el conjunto de la LIGA TDP, debutó en Copa MX para posteriormente hacer realidad su sueño en la Liga MX.
Debutó en primera división el 6 de febrero de 2021 ante el Club América en el que el marcador final fue 1-0 en contra de los Poblanos.

## Estadísticas
Actualizado al último partido jugado el 27 de abril de 2023.
| C. Puebla · México                  | 1.ª           | 2019-20       | 1  | 0 | 3 | 0 | ― | ― | 4  | 0 |
| C. Puebla · México                  | 1.ª           | 2020-21       | 1  | 0 | ― | ― | ― | ― | 1  | 0 |
| C. Puebla · México                  | 1.ª           | 2021-22       | 16 | 0 | ― | ― | ― | ― | 16 | 0 |
| C. Puebla · México                  | 1.ª           | 2022-23       | 20 | 0 | ― | ― | ― | ― | 20 | 0 |
| C. Puebla · México                  | 1.ª           | 2024          | 3  | 0 | ― | ― | ― | ― | 3  | 0 |
| C. Puebla · México                  | Total club    | Total club    | 41 | 0 | 3 | 0 | 0 | 0 | 44 | 0 |
| C. A. La Paz · México               | 1.ª           | 2023          | 15 | 0 | ― | ― | ― | ― | 15 | 0 |
| C. A. La Paz · México               | Total club    | Total club    | 15 | 0 | 0 | 0 | 0 | 0 | 15 | 0 |
| Total carrera                       | Total carrera | Total carrera | 56 | 0 | 3 | 0 | 0 | 0 | 59 | 0 |
| (1)Incluye datos de la Copa México. |               |               |    |   |   |   |   |   |    |   |